# رود آجاگوز
رود آجاگوز رودی است به دریاچه بالخاش می‌ریزد. این رود از کشور قزاقستان می‌گذرد. طول این رود ۴۹۲ کیلومتر و پهنه آبریز آن ۱۵٬۲۰۰ کیلومتر مربع است.